# Vallica
Vallica (en cors A Vallica) és un municipi francès, situat a la regió de Còrsega, al departament d'Alta Còrsega. L'any 1999 tenia 27 habitants.

## Demografia
| 1962 | 1968 | 1975 | 1982 | 1990 | 1999 | 2017 |
| ---- | ---- | ---- | ---- | ---- | ---- | ---- |
| 62   | 66   | 55   | 45   | 41   | 27   | 26   |

## Administració
| Període | Identitat          | Partit | Qualitat |  |
| ------- | ------------------ | ------ | -------- |  |
| 2001-   | Michèle Antoniotti |        |          |  |